# Liste der Bodendenkmäler in Tauberrettersheim
Auf dieser Seite sind die Bodendenkmäler in der unterfränkischen Gemeinde Tauberrettersheim zusammengestellt. Diese Tabelle ist eine Teilliste der Liste der Bodendenkmäler in Bayern. Grundlage ist die Bayerische Denkmalliste, die auf Basis des Bayerischen Denkmalschutzgesetzes vom 1. Oktober 1973 erstmals erstellt wurde und seither durch das Bayerische Landesamt für Denkmalpflege geführt wird. Die folgenden Angaben ersetzen nicht die rechtsverbindliche Auskunft der Denkmalschutzbehörde.

## Bodendenkmäler der Gemeinde Tauberrettersheim

### Bodendenkmäler in der Gemarkung Tauberrettersheim
| Lage                         | Objekt | Akten-Nr.     | Bild |
| ---------------------------- | --- | ------------- | ---- |
| Tauberrettersheim (Standort) | Mittelalterliche Wüstung Bolzhalden. | D-6-6425-0082 |      |
| Tauberrettersheim (Standort) | Siedlung vor- und frühgeschichtlicher Zeitstellung. | D-6-6425-0085 |      |
| Tauberrettersheim (Standort) | Siedlung vor- und frühgeschichtlicher Zeitstellung. | D-6-6425-0086 |      |
| Tauberrettersheim (Standort) | Körpergräber der Schnurkeramik und Brandgräber der Urnenfelderzeit. | D-6-6525-0002 |      |
| Tauberrettersheim (Standort) | Merowingerzeitliche Reihengräber. | D-6-6525-0003 |      |
| Tauberrettersheim (Standort) | Siedlung vor- und frühgeschichtlicher Zeitstellung. | D-6-6525-0005 |      |
| Tauberrettersheim (Standort) | Archäologische Befunde im Bereich der spätneuzeitlichen Katholischen Pfarrkirche St. Vitus von Tauberrettersheim mit mittelalterlichen und frühneuzeitlichen Vorgängerbauten sowie Körperbestattungen im ummauerten Kirchhof. Siehe auch: St. Vitus (Tauberrettersheim) | D-6-6525-0007 |      |
| Tauberrettersheim (Standort) | Bestattungsplatz mit Grabhügel vorgeschichtlicher Zeitstellung. | D-6-6525-0008 |      |